# Otto Kalischer
Otto Kalischer (ur. 23 kwietnia 1869 w Berlinie, zm. 14 sierpnia 1942 w Berlinie) – niemiecki lekarz, anatom, fizjolog i neurolog. Był autorem prac dotyczących anatomii układu moczowo-płciowego, neuroanatomii ośrodkowego układu nerwowego ptaków, warunkowania odruchów.

## Życiorys
Urodził się 23 kwietnia 1869 roku jako syn lekarza i radcy sanitarnego Adolfa Kalischera (1833–1893) i Clary z domu Franck (1838–1921). Jego bratem był Georg Kalischer (1873–1938), chemik, siostra Else po mężu nazywała się Beer. Bratem stryjecznym Ottona był neurolog i neuroanatom Siegfried Kalischer (1862–1954). Ojciec był synem Löbla Kalischera (1799–1890) i Charlotte z domu Skolny (1812–1883). Pozostawił prace dotyczące higieny i statystyki medycznej.
Otto Kalischer egzamin dojrzałości zdał w 1886 w berlińskim Gymnasium zum Grauen Kloster. Następnie studiował medycynę na Uniwersytecie w Berlinie, w Getyndze i we Fryburgu. W semestrze zimowym 1890/91 zdał egzaminy państwowe i 10 marca 1892 otrzymał tytuł doktora medycyny, po przedłożeniu dysertacji o powikłaniach nerkowych płonicy . Pracę tą sporządził pod kierunkiem profesora anatomii patologicznej Ernsta Zieglera. Od maja 1891 pracował jako lekarz asystent w szpitalu w Hanau. Następnie powrócił do Berlina, gdzie od 1894 roku prowadził m.in. badania w I Berlińskim Instytucie Anatomicznym (Berliner Anatomische Institut) pod kierunkiem Heinricha Wilhelma Waldeyera. Potem związany był z Berlińskim Instytutem Fizjologicznym (Berliner Physiologische Institut), z jego sekcją chemiczną i laboratorium, w którym pracował pod kierunkiem Hansa Thierfeldera , później w sekcji fizjologicznej i w pracowni Hermanna Munka . Z Instytutem Fizjologicznym związany był prawdopodobnie co najmniej do lat 30., jednak nie miał posady akademickiej i określany był jako Privatgelehrter. Działalność naukową Kalischer finansował ze środków prywatnych i otrzymywanych stypendiów. W 1907 przyznano mu stypendium w wysokości 500 marek. W 1910 roku otrzymał kolejne stypendium, od Pruskiej Akademii Nauk, w wysokości 600 marek, a w 1914 następne, na sumę 800 marek.
Około 1899 roku przez pewien czas pracował w poliklinice chorób nerwowych Hermanna Oppenheima . W 1893 został członkiem Berliner medizinische Gesellschaft. Związany był z kliniką neurologiczną Emanuela Mendla. W 1913 roku został profesorem tytularnym. 
Podczas I wojny światowej praktykował jako neurolog w lazarecie dla chorych nerwowo (Nervenlazarett) w Berlinie przy Prinz-Albrecht-Strasse 7, obecnie Martin-Gropius-Bau, którym kierował – do swojej śmierci – Hermann Oppenheim, a po nim Max Lewandowsky.
Pod koniec lat 20. kontynuował prace fizjologiczne w Berlinie, współpracował z Erichem Schilfem.
Nie założył rodziny. W Berlinie mieszkał przy Mauerstraße 81 (pod tym adresem mieszkała również jego matka), a potem pod adresem Schützenstraße 73–74. Miał prywatną praktykę; jego pacjentem był m.in. Reinhold Meyer.

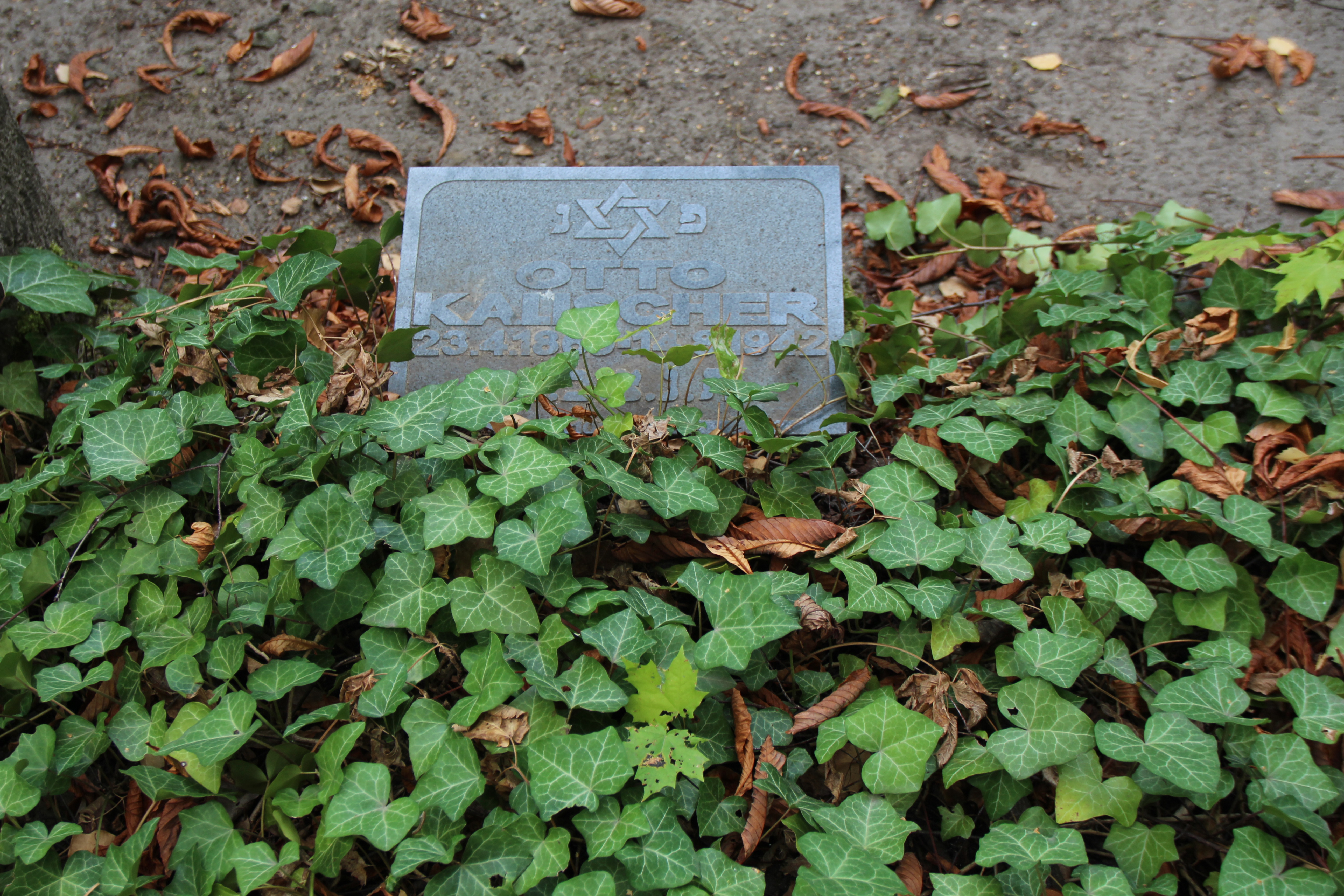
Grób Ottona Kalischera na Cmentarzu żydowskim w Berlinie-Weißensee

Zmarł 14 sierpnia 1942 w Berlinie, popełnił samobójstwo przez powieszenie w swoim mieszkaniu przy Hafenplatz po tym, jak otrzymał nakaz deportacji. 21 sierpnia 1942 został pochowany na cmentarzu żydowskim w Berlinie-Weißensee.

## Dorobek naukowy

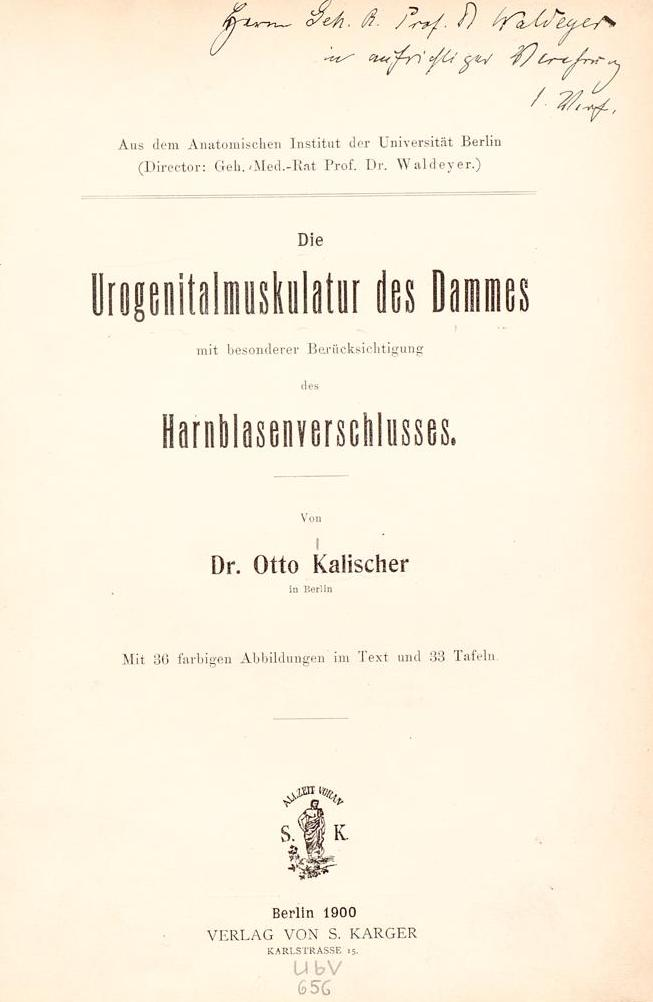
Strona tytułowa monografii Die Urogenitalmuskulatur des Dammes mit besonderer Berücksichtigung des Harnblasenverschlusses (1900) z dedykacją autora dla Waldeyera

W 1900 roku Kalischer opublikował w wydawnictwie Samuela Kargera monografię Die Urogenitalmuskulatur des Dammes mit besonderer Berücksichtigung des Harnblasenverschlusses, poświęconą anatomii układu moczowo-płciowego u kobiet. Praca była przygotowywana w Instytucie Anatomii od 1895 roku, autor korzystał ze stypendium fundacji Louise von Bose . Wstępne wyniki badań Kalischer przedstawił na XII Międzynarodowym Kongresie Medycznym w Moskwie w sierpniu 1897. Waldeyer poprzedził pracę przedmową. Kalischer opracował materiał sekcyjny wykonując serie równoległych przekrojów przez tkanki miękkie, co pozwoliło na bardzo szczegółową analizę rzeczywistych stosunków anatomicznych mięśni miednicy mniejszej. Kalischer wprowadził do anatomii pojęcie mięśnia odbytniczo-pochwowego. Jako pierwszy opisał szczegółowo mięśniówkę okolicy trójkąta pęcherza moczowego. Praca ta cytowana jest do dziś.
Pomiędzy 1900 a 1905 Kalischer opublikował szereg prac na temat neuroanatomii ptaków    . W poszukiwaniu obszarów ptasiego mózgu zaangażowanych w czynność śpiewu wykonał lewo- i obustronne lezje mózgowia (ekstyrpacje) u ponad sześćdziesięciu papug (amazonek i kakadu). Umiejscowił uszkodzenia na bocznej powierzchni mózgowia, gdyż – jak sądził – tam znajduje się obszar homologiczny do pola Broki u ludzi. Następnie przeprowadził doświadczenia, w których sprawdzał zdolność ptaków do reagowania na bodźce słuchowe, jednak nie wykazał aby uszkodzenia jednej z półkul powodowały znacząco częściej utratę zdolności śpiewu czy mowy (wcześniej nauczył ptaki prostych wyrażeń, takich jak „Eins zwei drei, Hurra!”). Uszkodzenie mesostriatum całkowicie pozbawiało papugę zdolności  mowy. Obecnie uważa się, że lezje Kalischera obejmowały obszary oznaczane we współczesnej nomenklaturze neuroanatomicznej jako robust nucleus of archistriatum (RA) i hyperstriatum ventrale pars caudale (HVc). W innych doświadczeniach stymulował mózgowie żywych ptaków prądem elektrycznym i drażniąc określone struktury neostriatum wzbudzał sygnał alarmowy. 

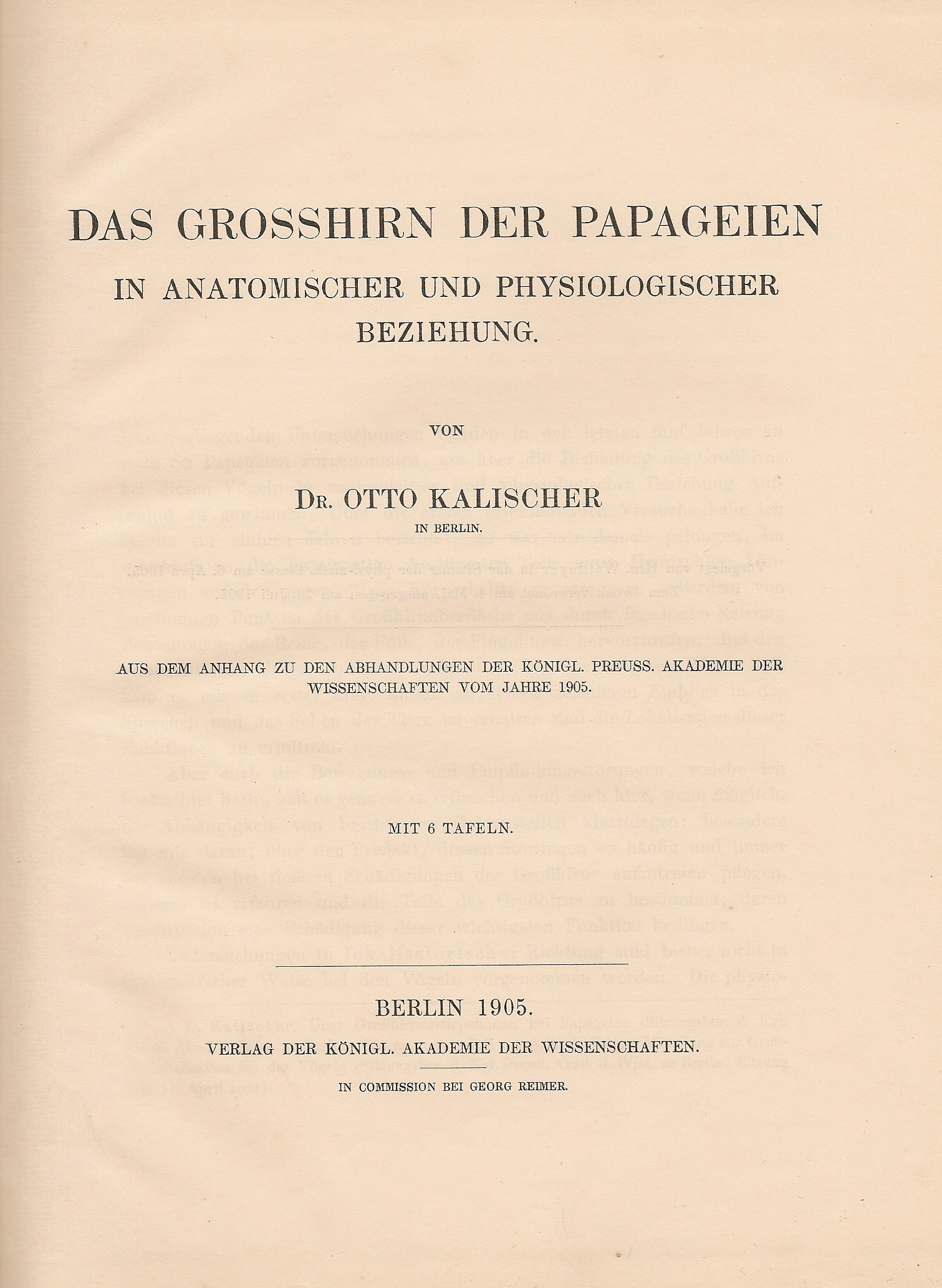
Strona tytułowa monografii z 1905 roku

Kalischer postulował istnienie dróg piramidowych u ptaków. Był też jednym z pierwszych, którzy upatrywali ośrodków inteligencji ptaków w ich prążkowiu, a nie korze mózgowej.
21 lutego 1907 na posiedzeniu Sekcji Fizyczno-Matematycznej Pruskiej Akademii Nauk przedstawił rezultaty swoich doświadczeń nad związkiem percepcji dźwięków o różnych tonach z korą skroniową u psów . Wcześniej związku obszarów skroniowych mózgu z odbieraniem bodźców słuchowych dowodził Munk; wykazał on, że uszkodzenie przedniej części obszaru skroniowego pozbawia psy zdolności słyszenia dźwięków o wysokiej częstotliwości, a uszkodzenie części tylnej – dźwięków niskich. 
Kalischer ulepszył eksperymenty zaprojektowane przez Munka, badając u zwierząt reakcje na kolejne dźwięki różniące się o jedną oktawę. Tresował psy, pozwalając im zjeść podawane pożywienie po określonym dźwięku, i nie pozwalając im na pożywianie się po zastosowaniu sygnału dźwiękowego o odmiennej wysokości. Mięso było trzymane w ręku przez eksperymentatora, i kładzione na krześle obok przy dźwięku wybranym na sygnał do karmienia. Instrumentem używanym przez Kalischera na początku były organy, potem stosował także pianino i fisharmonię. Nauczenie sygnału do karmienia u przeciętnego psa trwało około dwóch tygodni, przy czym zwierzęta odróżniły dźwięki o pół tonu niższe i wyższe, rozpoznawały też sygnał w wyraźnych dysonansach. W kolejnym etapie doświadczenia Kalischer czasowo oślepił część zwierząt, zszywając im powieki; u innych wyuczonych już psów uszkodził struktury ucha wewnętrznego, jedno- i obustronnie. Spośród tych psów te, które miały obustronnie uszkodzony ślimak, traciły bezpowrotnie zdolność rozpoznawania sygnału do karmienia. W końcu, Kalischer dokonał eksytrpacji określonych przez Munka obszarów kory skroniowej, jedno- i obustronnie. 
17 stycznia 1908 wygłosił kolejny referat połączony z demonstracją, we wrześniu ukazał się artykuł w którym opisał „Tondressur”, czyli metodę warunkowania rozróżniania tonów u psów. W późniejszych eksperymentach, których wyniki przedstawił m.in. na posiedzeniu Berliner Physiologische Gesellschaft w styczniu 1909 roku, badał także zdolność rozpoznawania przez psy zapachów i barw . Kolejny referat na temat roli swojej metody w badaniu układu nerwowego przedstawił na 6. spotkaniu Gesellschaft Deutscher Nervenärzte w Hamburgu w 1912 roku .
Współpracował z Maxem Lewandowskym przy redagowanym przezeń podręczniku neurologii, do którego napisał rozdział poświęcony neurologii doświadczalnej .
Kalischer współpracując z neuroanatomami ze szkoły Mendla opracowywał część preparatów anatomicznych wspólnie z Louisem Jacobsohnem-Laskiem. W sesji 1909/10 BGPN Jacobsohn przedstawił ich wspólną pracę. Referował literaturę fizjologiczną i neurologiczną w Jahresbericht über die Leistungen und Fortschritte auf dem Gebiete der Neurologie und Psychiatrie i w Zentralblatt für Physiologie.

## Kontrowersje
Silne kontrowersje zbudziły pretensje Kalischera do pierwszeństwa w odkryciu warunkowania odruchów. Nazwana przez niego metoda – „Dressurmethode” – w podobnym kształcie została opisana przez Iwana Pawłowa i przez Władimira Biechtierewa, i już za życia tych trzech badaczy toczył się spór o pierwszeństwo odkrycia. Zarzuty odnosiły się także do metodologii doświadczenia Kalischera: wskazywano niedokładności opisu eksperymentu, jego niedokładne zaplanowanie, niekompletne wnioski, nieodwoływanie się do opublikowanych prac wspomnianych autorów.
Pierwszeństwo Kalischera pośrednio lub bezpośrednio sankcjonowali niemieccy neurofizjolodzy. W 1907 roku pierwszeństwo Kalischera uznał Max Rothmann, autor podobnych eksperymentów, w 1913 roku pierwszeństwo przyznał mu René du Bois-Reymond.
Windholz w artykule z 1993 roku przypomniał zasługi jeszcze wcześniejszych autorów: Grabera, Lubbocka, Thorndike′a i Himstedta. Jednocześnie wskazał na możliwość zapożyczenia idei Pawłowa przez Kalischera; współpracownikiem Pawłowa w lecie 1906 roku był Georg Friedrich Nicolai, Privatdozent na Uniwersytecie Fryderyka Wilhelma i kolega Kalischera. Fakt ten był znany rosyjskim fizjologom, dyskredytującym osiągnięcia Kalischera; przywołuje go m.in. uczeń Pawłowa Majorow. Nicolai prowadził badania razem z Baudouinem i przedstawił ich wyniki na sesji Berliner Physiologische Gesellschaft 10 czerwca 1908 roku.
Windholz podsumowując chronologię odkryć podał następująca kolejność (daty prac w nawiasie): Graber (1884), Lubbock (1888), Thorndike (1901), Himstedt (1902), Orbeli (1905), Kaszereninowa (1906), Kalischer (1907) i ocenił prace Kalischera następująco:

„Gdy Kalischer przedstawił pierwszy opis Dressurmethode  [...] nie cytując prac Grabera, Lubbocka, Thorndike'a i Himstedta przypisał sobie pierwszeństwo odkrycia tej metody. [...] Powinien był przyznać, że stosowali ją niemieccy uczeni Graber i Himstedt. [...] Najwyraźniej Kalischer był przekonany, że odkrył nową metodę dyskryminacji sensorycznej, Dressur. [...] Kalischer mógł być pod takim wrażeniem swojego domniemanego odkrycia, że nie miał potrzeby uznania prac innych uczonych, którzy przyczynili się do odkrycia dyskryminacji. Kalischera zaślepiło pragnienie posiadania pierwszeństwa w odkryciu tej metody. Jednakże, nawet uwzględniając niejasne okoliczności odkrycia Kalischera, oczywiste jest, że pierwszeństwo nie należy się jemu. Naszym zdaniem, honor ten przynależy Graberowi, który przedstawił projekt doświadczenia badającego dyskryminację sensoryczną, i Thorndike′owi, który wykonał to doświadczenie.”

## Lista prac
- Über die Nierenveränderungen bei Scharlach. Inaugural-Dissertation Albert-Ludwigs-Univ. Freiburg i. B. Freiburg u. Baden. Epstein, 1891.
- Zur Behandlung der Harnröhrenzerreissungen. „Deutsche Medizinische Wochenschrift”. 19 (24), s. 572-575, 1893. DOI: 10.1055/s-0028-1143732.
- Über die Nerven der Harnblase, des Uterus und der Vagina. „Sitzungsberichte der Königlich Preussischen Akademie der Wissenschaften zu Berlin”. 37/38, s. 947–950, 1894.
- Ueber die Nerven der Nasenpolypen. „Archiv für Laryngologie und Rhinologie”. 2 (2), s. 269–273, 1894.
- Ueber den normalen und pathologischen Zehen-Reflex. „Archiv für pathologische Anatomie und Physiologie und für klinische Medizin”. 155, s. 486–506, 1899. DOI: 10.1007/BF02005156.
- Die Sphinkteren der Harnblase. W: Comptes-rendus du XII Congrès international de médecine vol. II. Kouchnérev, 1899, s. 96–101.
- Zur Biologie der peptonisirenden Milchbakterien. „Archiv für Hygiene”. 37 (1), s. 30–53, 1900.
- Die Urogenitalmuskulatur des Dammes mit besonderer Berücksichtigung des Harnblasenverschlusses. Mit 36 farbigen Abbildungen im Text und 33 Tafeln. Berlin: S. Karger, 1900.
- Weitere Mittheilungen zur Großhirnextirpation bei Papageien. „Fortschritte der Medizin”. 18 (33), s. 641-644, 1900.
- Ueber Großhirnextirpationen bei Papageien. „Sitzungsberichte der Königlich Preussischen Akademie der Wissenschaften zu Berlin”. 31, s. 722–726, 1900.
- Weitere Mittheilung zur Grosshirnlocalisation bei den Vögeln. „Sitzungsberichte der Königlich Preussischen Akademie der Wissenschaften zu Berlin”. 19, s. 428-439, 1901.
- Das Grosshirn der Papageien in anatomischer und physiologischer Beziehung. Berlin: Verlag der Königl. Akademie der Wissenschaften, 1905.
- Zur Funktion des Schläfenlappens des Grosshirns. Eine neue Hörprüfungsmethode bei Hunden; zugleich ein Beitrag zur Dressur als physiologischer Untrsuchungsmethode. „Sitzungsberichte der Königlich Preussischen Akademie der Wissenschaften zu Berlin”. 10, s. 204–216, 1907.
- Einige Bemerkungen über meine Dressurmethode. „Zentralblatt für Physiologie”. 21 (18), s. 585–586, 1907.
- Kalischer O, Lewandowsky M. Über die Anwendung der Dressurmethode zur Bestimmung der Leitung im Rückenmark. „Zentralblatt für Physiologie”. 21, s. 667–668, 1908.
- Über den Sitz der Tondressur bei Hunden. „Zentralblatt für Physiologie”. 22 (16), s. 495–496, 1908.
- Demonstration einer Prüfungsmethode des Geruchsinnes bei Hunden. Physiol Ges Berlin, Jan. 1908 (Referat). „Deutsche medizinische Wochenschrift”. 34 (1), s. 258, 1908.
- Weitere Mitteilung über die Ergebnisse der Dressur als physiologische Untersuchungsmethode auf dem Gebiete des Gehör-, Geschmack- und Farbessinnes. „Archiv für Anatomie und Physiologie. Physiologische Abteilung”. 4/6, s. 303–322, 1909.
- Über die Bedeutung des Stirnteils des Grosshirns fur die Fresstondressur. „Zentralblatt für Physiologie”. 24 (15), s. 716–718, 1910.
- Experimentelle Physiologie des Großhirns. W: Max Lewandowsky (Hrsg.): Handbuch der Neurologie, Bd. 1. Berlin: J. Springer, 1911, s. 365–416. DOI: 10.1007/978-3-662-34547-4_12.
- Über die Bedeutung der Dressurmethode für die Erforschung des Nervensystems. „Deutsche Zeitschrift für Nervenheilkunde”. 45 (4-6), s. 349-351, 1912. DOI: 10.1007/BF01629369.
- Ueber die Bedeutung der Dressurmethode für die Erforschung des Nervensystems. „Zeitschrift für diätetische und physikalische Therapie”. 16, s. 743, 1912.
- Ueber die experimentellen Ergebnisse der Hörprüfungsmethode mittels Dressur, speziell über die Helmholtzsche Resonanztheorie im Lichte dieser Untersuchungen. 6. Jahresvers. d Ges. deutsch. Nervenärzte, Sept. 1912. „Berliner klinische Wochenschrift”, s. 1952, 1912.
- Ueber die experimentellen Ergebnisse der Hörprüfungsmethode mittels Dressur, speziell die Helmholtzsche Resonanztheorie im Lichte dieser Untersuchungen. Berliner Otologische Gesellschaft. Sitzung vom 26. April 1912. „Archiv für Ohrenheilkunde”, s. 83-85, 1912. DOI: 10.1007/BF01835758.
- Ueber die Verwendung der Dressurmethode bei Hunden, a) zur Ermittelung der Temperaturempfindung (nach zum Teil gemeinschaftlich mit Dr. May - Cincinnati ausgeführten Versuchen) b) zur Ermittelung des Muskelsinns. Vortrag in der Physiol. Gesellsch zu Berlin am 1. Dez 1911. (Referat). „Zentralblatt für die Gesamte Neurologie und Psychiatrie”. 4, s. 576, 1912.
- (Referat) Über die Verwendung der  Dressurmethode bei Hunden a) zur Ermittelung der Temperaturempfindung  (nach zum Teil gemeinschaftlich mit Dr. May (Cincinnati) ausgeführten  Versuchen); b) zur Ermittelung des Muskelsinns. Zentralblatt für Physiologie 36, 2, ss. 98-99 (1912)
- Über die Tondressur der Affen. „Zentralblatt für Physiologie”. 16, s. 713–714, 1912.
- Demonstration eines Praparates (Aneurysma dissecans der Aorta mit Paraplegie). „Berliner klinische Wochenschrift”. 51, s. 1286–1288, 1914.
- Ueber die Bedeutung der Dressurmethode für die Erforschung der Sinnesorgane und des Zentralnervensystems (mit Demonstrationen). „Zentralblatt für Physiologie”. 12, s. 763–764, 1914.
- Über neuere Ergebnisse der Dressur methode bei Hunden und Affen. Berlin. physiol. Gesellsch., 6. Febr. 1914
- Die Bedeutung der Dressurmethode für die Sinnesphysiologie und Psychologie. „Natur und Museum”, s. 132–133, 1914.
- Bemerkungen zur Doppelinnervation. „Neurologisches Centralblatt”. 35, s. 171–173, 1916.
- Bemerkungen zur Doppelinnervation (Autoreferat). Archiv für Psychiatrie und Nervenkrankheiten (1918)
- Dem Andenken an Max Lewandowsky. „Zeitschrift für die gesamte Neurologie und Psychiatrie”. 51 (1), s. 1–44, 1919. DOI: 10.1007/BF02899791.
- Dem Andenken an Ernst Weber. „Klinische Wochenschrift”. 4 (10), s. 479, 1925. DOI: 10.1007/BF01850942.
- Dem Andenken an Richard Cassirer. „Medizinische Klinik”. 43, s. 1632, 1925.
- Ueber den Farbensinn der Katzen. (Nach Dressurversuchen - mit Demonstrationen). Berliner Physiologische Gesellschaft. Sitzung von 1. März 1929. „Klinische Wochenschrift”. 8 (19), s. 905–906, 1929. DOI: 10.1007/BF01781518.